# Doo Wop (That Thing)
"Doo Wop (That Thing)" é uma canção da cantora norte-americana Lauryn Hill, gravada para o seu álbum de estreia The Miseducation of Lauryn Hill. Lançada a 27 de Julho de 1998, foi escrita e produzida pela própria artista, servindo como o seu primeiro single. O vídeo musical da faixa recebeu o primeiro prémio na categoria Video of the Year na cerimónia MTV Video Music Awards de 99.